# 살찐꼬리저빌
살찐꼬리저빌(Pachyuromys duprasi)은 황무지쥐아과에 속하는 설치류의 하나로 팻 테일 저빌로도 불린다.. 살찐꼬리저빌속(Pachyuromys)의 유일종으로 애완용으로 키우기도 한다.

## 특징
햄스터와 생김새가 매우 닮았다. 몸길이 10cm정도 되는 작은 설치류로 이집트, 사하라 사막이 고향이다. 짧고 뭉툭한 꼬리는 이름처럼 통통한데, 이는 낙타의 등 혹처럼 사막에서 지방을 저장하는 용도로 사용된다. 손으로 함부로 잡으면 잘 끊어지므로 주의하여야하는데, 이는 다람쥐의 꼬리와 비슷하다. 도마뱀의 꼬리처럼 다시 재생되지 않으니 각별히 주의하여야 한다. 처음 새로운 집에 들어왔을때는 일주일 동안은 구석지고 약간 어두운 곳에서 물과 먹이만 주며 보고만 있어야 스트레스를 받지 않는다.

## 반려동물
반려동물로 키우며, 애완용으로 사육될 때의 수명은 2-3년 정도다. 곤충을 주식으로 먹고 사는 동물이므로 기를 때에는 햄스터용(설치류) 사료에 밀웜과 귀뚜라미 그리고 채소를 소량 급여한다. 사막에 사는 동물이므로 물기 많은 채소를 많이 주면 설사에 걸린다. 최소한 100x50cm 크기의 어항에 한 마리의 저빌을 단독으로, 혹은 같은 성별의 저빌을 두마리 정도 합사시킬수도 있지만 이 경우는 단독 사육 두배 이상의 활동 반경이 보장되야하며 모계 사회인 팻테일저빌의 경우 암컷간의 영역다툼이 심하므로 암컷간의 합사는 더더욱 권장하지 않는다. 따라서 독립성이 짙으므로 한 마리당 가능한 한 케이지가 필요하다.

## 모색 개량
최근 일본에서 이집트와 알제리의 두 아종 사이의 잡종 번식을 시도하여 회색과 친칠라색의 뚱뚱꼬리 저빌이 탄생했다.

## 아종
- Pachyuromys duprasi natronensis
- Pachyuromys duprasi faroulti